# Маврикийский кольчатый попугай
Маврикийский кольчатый попугай (лат. Psittacula eques echo) — подвид маврикийского ожерелового попугая. До исследования 2008 года был самостоятельным видом Psittacula echo.

## Внешний вид
Длина тела 42 см. Клюв у самок чёрный, у самцов — красный.

## Распространение
Обитает на острове Маврикий.

## Размножение
Гнездится преимущественно в дуплах старых деревьев.

## Угрозы и охрана
Единственный сохранившийся вид кольчатых попугаев из населявших южные острова Индийского океана близ Мадагаскара. Уничтожение лесов и хищничество со стороны яванских макак и чёрных крыс быстро сократили популяцию этого вида до критического уровня.
На февраль 2021 года насчитывается 400—450 особей.